# إنديفور هيلز
 إنديفور هيلز  هي ضاحية في ملبورن، فيكتوريا، أستراليا، على بعد 31 كم (19 ميل) جنوب شرق منطقة الأعمال المركزية في ملبورن، وتقع ضمن منطقة الحكومة المحلية لمدينة كيسي. سجل إنديفور هيلز عدد سكان يبلغ 24455 نسمة في تعداد عام 2021.

## التاريخ
كانت الأرض في المنطقة موطنًا في البداية للسكان الأصليين ثم استوطنها الأوروبيون الذين جاءوا بعد ثلاثينيات القرن التاسع عشر. استخدموا الأرض بشكل أساسي للزراعة وتربية الماشية.
كان توماس هربرت باور أول مالك للأراضي في المنطقة، حيث امتلك المنطقة منذ خمسينيات القرن التاسع عشر، والتي امتدت من طريق باور، تقريبًا إلى بيريك وشمالًا إلى طريق هيثرتون. سميت الضاحية على اسم سفينة الكابتن جيمس كوك، "ذا إنديفور". وشملت الأسماء المقترحة الأخرى في ذلك الوقت باين هيل وبايني ريدج، بسبب عدد أشجار الصنوبر في المنطقة. في عام 1970، تم صياغة اسم "إنديفور هيلز" تكريمًا للذكرى المئوية الثانية لوصول الكابتن جيمس كوك إلى خليج بوتاني. تم افتتاح العقار رسميًا في عام 1974 تحت هذا الاسم.
في عام 1974، بدأت المنازل والمحلات التجارية والمدارس والمتنزهات في الإنشاء.
بدأت الضاحية كما تُعرف اليوم بتطوير منطقة سكنية صغيرة تُدعى إنديفور هيلز. صُممت المنطقة بحيث يكون بها خدمات مجتمعية خاصة بها للحياة اليومية، مثل مركز ترفيهي خاص بها ومركز تسوق ومكتبة ومراكز طبية ومراكز رعاية أطفال ورياض أطفال ومدارس عامة وخاصة. تم إنشاء الضاحية مع الكثير من الحدائق ومسارات الدراجات ومناطق اللعب الآمنة للأطفال. كان هدف مطوري إنديفور هيلز جذب الناس من خلال تقديم مكان مجاور وواسع للعيش للعائلات. كانت العبارة الجذابة هي "مكان أفضل للعيش" حيث يبدو كل شيء أخضر وتبدو الأرض وكأنها نوع من جمال البيئة.
كان مكتب مبيعات العقار الأصلي يقع في ما يُعرف الآن بمركز جوزيف بانكس الطبي. كان تمثال المستكشف جيمس كوك يقف بالخارج؛ تم تسمية شوارع جديدة حول المستكشف جيمس كوك وسفينته إنديفور والبحارة والمستكشفين الآخرين. وتشمل هذه الشوارع جيمس كوك درايف وتوماس ميتشل درايف وماثيو فليندرز أفينيو وجون فوكنر درايف وآرثر فيليب درايف وغيرها.

## السكان
في تعداد عام 2016، وُلد 46.8% من الأشخاص في أستراليا. وكانت الدول الأكثر شيوعًا للولادة هي سريلانكا 5.5% والهند 4.5% والصين 2.7% وأفغانستان 2.6% وإنجلترا 1.8%. وتحدث 44.7% من الأشخاص اللغة الإنجليزية فقط في المنزل. وشملت اللغات الأخرى التي يتم التحدث بها في المنزل الماندرين 3.9% والسنهالية 3.4% والعربية 3.1% واليونانية 2.6% والصربية 2.5%. وكانت الإجابات الأكثر شيوعًا للدين هي الكاثوليكية 26.2% ولا دين 18.3% والإسلام 9.8%.

## الخدمات والمرافق
منطقة التسوق الرئيسية هي مركز تسوق إنديفور هيلز، الذي يقع على زاوية شارع ماثيو فليندرز وشارع هيثرتون. يوجد 86 متجرًا للبيع بالتجزئة جميعها مغطاة، بما في ذلك ثلاثة متاجر سوبر ماركت كبيرة ومتجر كمارت متعدد الأقسام. يتكون مركز التسوق من موقف سيارات متعدد المستويات به أكثر من 1800 مساحة لوقوف السيارات.
يوجد حول هذه المنطقة مركز إنديفور هيلز للترفيه والوظائف مع ملعب كرة سلة ونادي صحي.
يوجد في إنديفور هيلز العديد من المراكز الطبية، بما في ذلك مجموعة متنوعة من الخدمات المتخصصة، وطب الأسنان، وعلم الأمراض، والأشعة التشخيصية.